# TT168
La tombe thébaine TT 168 est située à Dra Abou el-Naga, dans la nécropole thébaine, sur la rive ouest du Nil, face à Louxor en Égypte.
C'est la sépulture d'Ani (ȝnj), datant de la deuxième moitié du règne de Ramsès II (XIXe dynastie).